# Шазле
Шазле (фр. Chazelet) насеље је и општина у централној Француској у региону Центар (регион), у департману Ендр која припада префектури Блан.
По подацима из 2011. године у општини је живело 118 становника, а густина насељености је износила 10,06 становника/km². Општина се простире на површини од 11,73 km². Налази се на средњој надморској висини од 215 метара (максималној 237 m, а минималној 141 m).

## Демографија
| 1962. | 1968. | 1975. | 1982. | 1990. | 1999. | 2011. |
| ----- | ----- | ----- | ----- | ----- | ----- | ----- |
| 143   | 189   | 196   | 150   | 132   | 146   | 118   |

График промене броја становника у току последњих година